# 派恩湖 (加利福尼亞州)
派恩斯湖（英語：Lake of the Pines）是位於美國加利福尼亞州內華達縣的一個人口普查指定地區。

## 地理
派恩斯湖的座標為39°02′49″N 121°03′41″W / 39.04694°N 121.06139°W，而該地最高點為海拔高度462米（即1516英尺）。

## 人口
根據2010年美國人口普查的數據，派恩斯湖的面積為4.781平方千米，當中陸地面積為3.972平方千米，而水域面積為0.808平方千米。當地共有人口3917人，而人口密度為每平方千米819人。